# Последна песен (книга)
„Последна песен“ (на английски: The Last Song) е петнадесетата поред книга (роман) на американския писател Никълъс Спаркс. Публикувана е на 8 септември 2009 година. Издадена е на български през 2010 г.
Жанрът на романа е драма. Разказва се за 17-годишната Вероника Милър (Рони), която през лятото отива при баща си, с когото са се отчуждили след развода му с майката на Рони. Чакат я много весели и много тъжни изненади.
През 2010 г. по книгата е направен едноименен филм с участието на Майли Сайръс в ролята на Рони.

## Резюме
Животът на седемнайсетгодишната Вероника е изпълнен с горчивина след раздялата на родителите ѝ. Тя все още изпитва гняв към баща си и не може да му прости, чв си е тръгнал, без дори да се сбогува. Но след едно вълшебно лято в неговия дом на брега на океана, всичко се променя.
Вероника среща Уил, чаровното момче, с когото открива трепетите на първата любов. Намерила пътяянкъм прошката, тя отключва сърцето си за своя баща и от разбунтувана тийнейджърка се превръща в млада жена.
И въпреки изпитанията на съдбата, любовта е тази, която успява да заличи всеки мрачен спомен и да излекува и най-болезнените рани.